# Hammermühle (Wiesbaden)

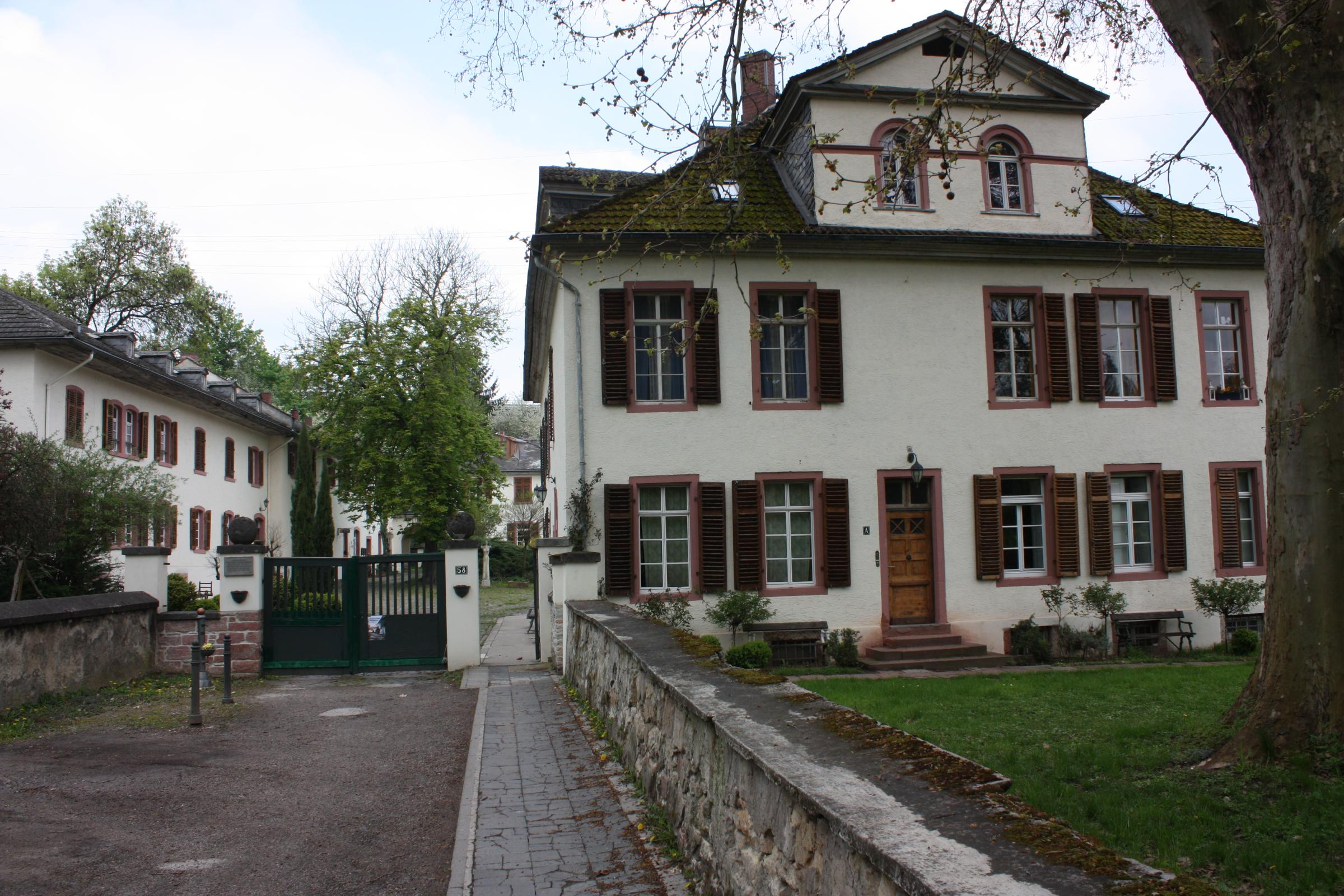
Eingang zur Hammermühle

Die Hammermühle in Wiesbaden wurde früher als Eisenhammer und Getreidemühle genutzt und gehört zur Route der Industriekultur Rhein-Main Wiesbaden.

## Lage

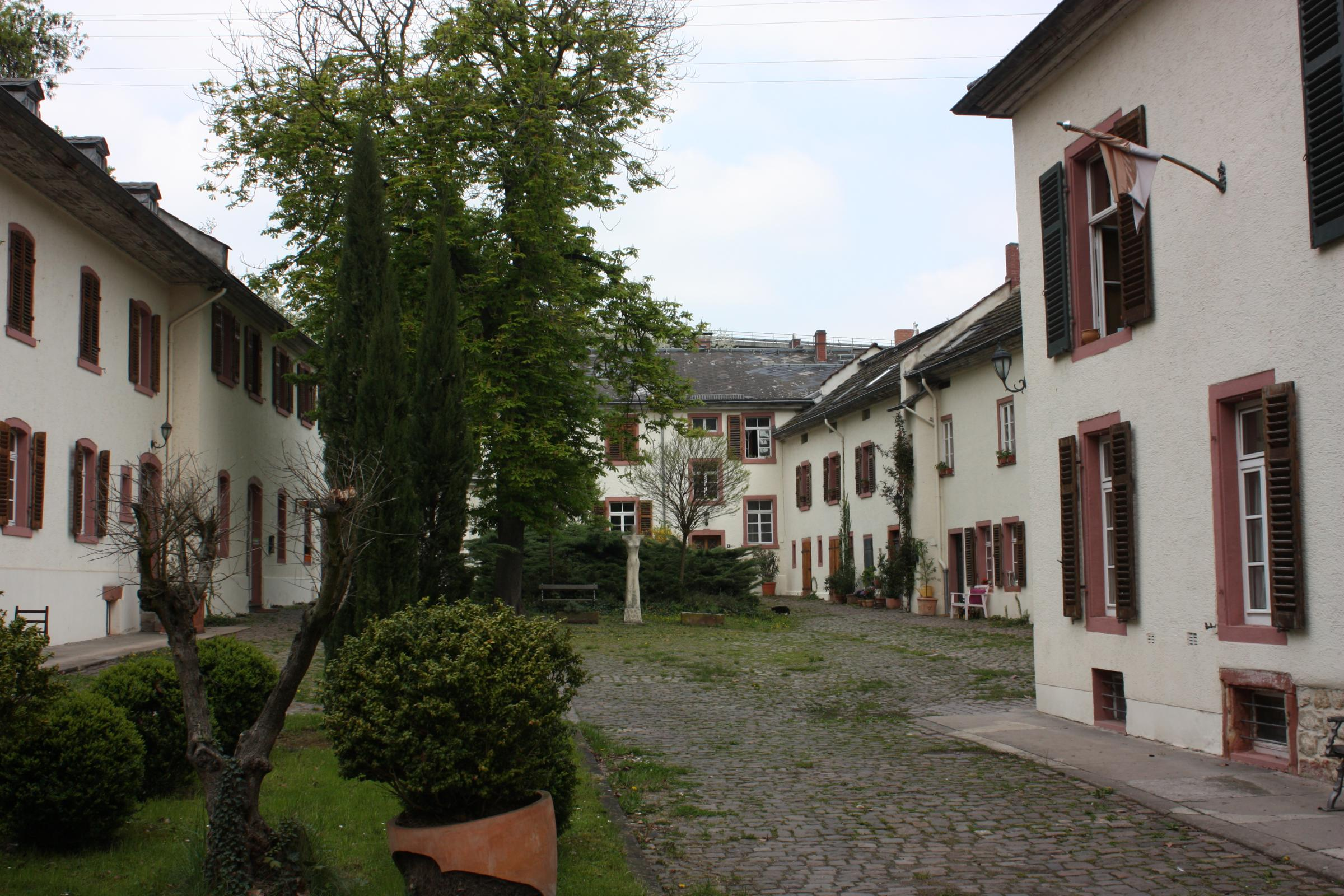
Innenhof

Die Hammermühle liegt auf 93 m Höhe im Wiesbadener Ortsbezirk Biebrich in Hessen, Deutschland. Östlich des Geländes fließt die Salzbach und verläuft die rechte Rheinstrecke zwischen Wiesbaden Hauptbahnhof und Wiesbaden Ost. Nördlich befindet sich das Hauptklärwerk der Entsorgungsbetriebe der Landeshauptstadt Wiesbaden und die 2021 gesprengte Salzbachtalbrücke von 1963 der Bundesautobahn 66. Westlich verläuft die derzeit nicht regelmäßig betriebene Aartalbahn zwischen dem Bahnhof Landesdenkmal und Wiesbaden Ost. Südlich schließt eine Siedlung an.

## Geschichte

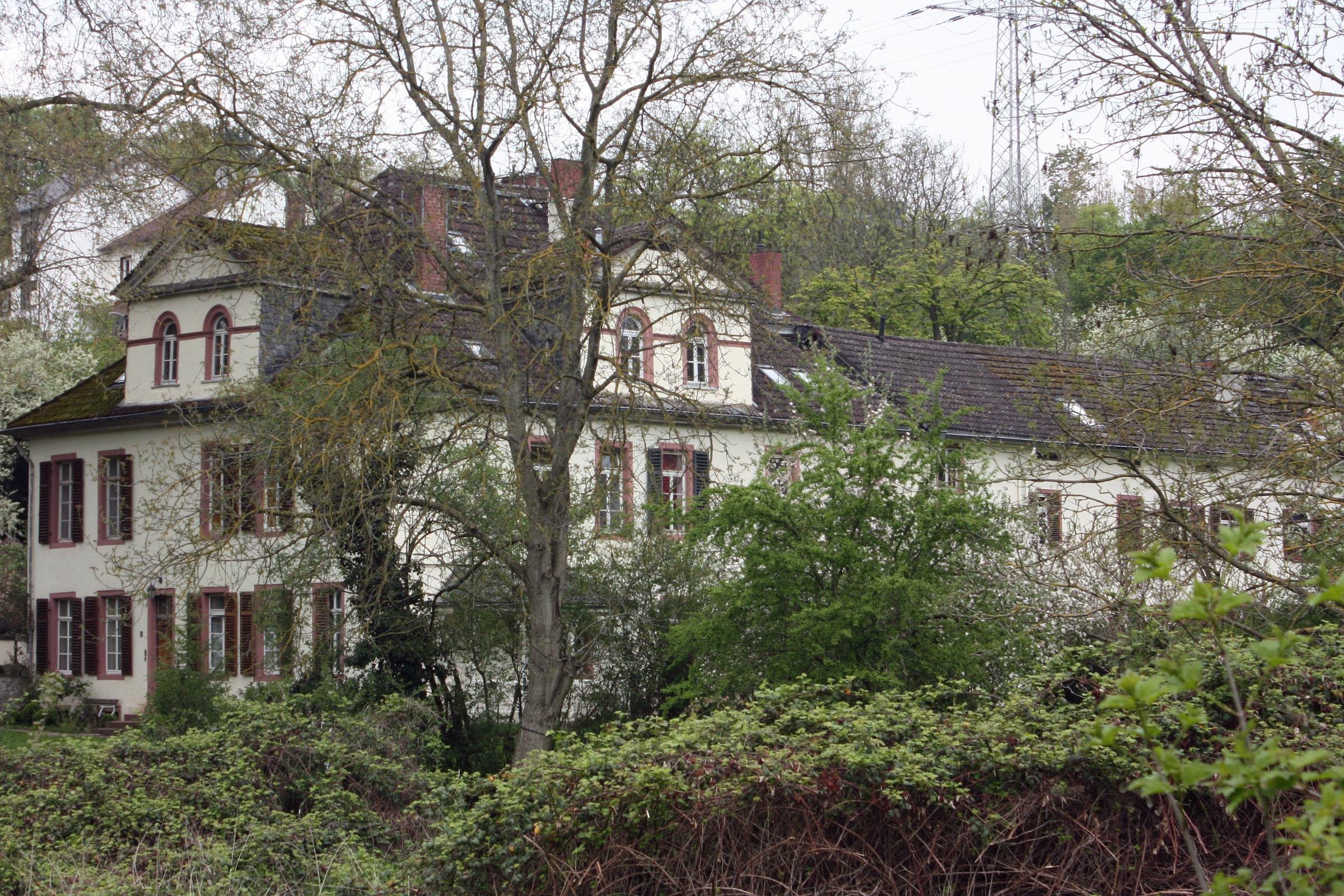
Blick von Südosten

Bis 1688 wurde mit dem Wasser der Salzbach dort ein Eisenhammer betrieben. Im Pfälzischen Erbfolgekrieg wurde die Hammermühle zerstört und ab 1690 als Getreidemühle wieder aufgebaut.
Der 1807 aus dem Hunsrück zugewanderte Müller und Landwirt Bernhard May modernisierte die heruntergewirtschaftete Mühle und erweiterte sie um landwirtschaftliche Flächen. Er setzte Stickstoffdüngung und Maschinen in der Landwirtschaft ein und etablierte sich als Großbauer. Ab 1819 belieferte May die Wiesbadener Garnison des Herzogtums Nassau mit Brot aus einer eigenen Bäckerei. Der Betrieb wurde von zahlreichen Landwirten besichtigt, aber auch von Albert von Sachsen-Coburg und Gotha, dem Gemahl der britischen Königin Viktoria, und Leopold I., von 1831 bis 1865 König der Belgier. Der freisinnige May nahm 1832 am Hambacher Fest teil, weshalb der nassauische Herzog Wilhelm I. ihm den Lieferauftrag entzog. 1848 beteiligte sich May an der Deutschen Revolution und war eines der Mitglieder des Frankfurter Vorparlaments. In der Hammermühle „unterhielt May eine Art geistiges Zentrum“ und empfing in seiner „Herberge der Gerechtigkeit“ den Revolutionär Robert Blum, die Pianistin Clara Schumann und den Komponisten Johannes Brahms.
May starb 1856, und drei Jahre später erwarb der Verleger Christian Scholz die Mühle, nachdem er im Jahr 1829 Mays Tochter Katharina geheiratet hatte. Ihr Sohn Bernhard Scholz lernte hier als Kind Wilhelm Dilthey kennen. Im Jahre 1897 wurde die Mühle stillgelegt und die Gebrüder Gustav und Rudolf Dyckerhoff wandelten die Gebäude in Werkswohnungen für den Zementhersteller Dyckerhoff um.
Die Gebäude wurden 2006 von der Stadt Wiesbaden verkauft, anschließend saniert und von mehreren Familien bewohnt sowie von Künstlern und kleinen Unternehmen genutzt. Von den zahlreichen Mühlen im Salzbachtal blieb die Hammermühle als einzige erhalten.
Die Entsorgungsbetriebe der Landeshauptstadt Wiesbaden (ELW) planen, ihr nördlich der Mühle gelegenes Hauptklärwerk zu erweitern. Die neuen Klärbecken würden 50 Meter von dem Hofgut entfernt errichtet werden in den Gärten an der Mühle, die im Eigentum der Stadt sind. Anwohner und Eigentümer der Mühle kritisierten die Pläne, weil der Umgebungsschutz des Kulturdenkmal nicht gewährleistet würde und die Neubauten die Frischluftschneise des Salzbachtals beeinträchtigen würde.